# Makó István
Makó István (Hajdúsámson, 1941 – 2016. május 1.) magyar nemzeti labdarúgó-játékvezető. Egyéb foglalkozása kereskedelmi eladó.

## Pályafutása

### Labdarúgóként
Gyermek- és ifjúsági korában 1962-ig a debreceni Vörös Meteorban futballozott, de sérülések sorozata miatt megszakadt a játékoskarriere. A labdarúgás mellett kézilabdázott, atletizált, amit jól hasznosított a játékvezetői tevékenységben.

### Labdarúgó-játékvezetőként

#### Nemzeti játékvezetés
A játékvezetésből 1970-ben vizsgázott, 1978-ban lett az NB. I. játékvezetője. 1979-ben kettő vélt sportszerűtlenség miatt megszakad a pályafutás. Az elsőnél a vesztes csapat játékosai megvádolták - gyakori fogás -, hogy útszéli módon beszélt velük, a másiknál megkérte a helyi csapat gyúróját, hogy a sérült hátát a mérkőzés előtt mozgassa át. Egy évre eltiltották a játékvezetéstől, felsőbb sportszervezetnél fellebbezett és fél év múlva újra használhatta a sípot. Az aktív nemzeti játékvezetéstől 1989-ben vonult vissza. NB. II-es mérkőzéseinek száma: 80. NB. I-es mérkőzéseinek száma: 59.
| Időpont             | Helyszín                         | Mérkőzés típusa          | Mérkőzés                        | Eredmény |
| ------------------- | -------------------------------- | ------------------------ | ------------------------------- | -------- |
| 1978. szeptember 9. | Kórház utcai stadion, Békéscsaba | első NB. I-es mérkőzés   | Békéscsaba 1912 Előre–Csepel FC | 1 – 1    |
| 1989. október 14.   | Fáy uti Stadion, Budapest        | utolsó NB. I-es mérkőzés | Vasas–Veszprém FC               | 2 – 2    |

##### Nemzeti kupamérkőzések
Vezetett Kupa-döntők száma: 1

###### Szabad Föld-kupa
1964 óta a falusi labdarúgók kupadöntőjét, a Szabad Föld-kupa döntőjét rendszeresen a Magyar Népköztársasági Kupa döntő előmérkőzéseként bonyolították le. A döntőben való részvételre az az alsóbb osztályú együttes jogosult, amelyik a legmesszebb jutott a Magyar Népköztársasági Kupában.
| Időpont           | Helyszín             | Mérkőzés típusa | Mérkőzés                                        | Partbírók                | Eredmény | Nézők száma |
| ----------------- | -------------------- | --------------- | ----------------------------------------------- | ------------------------ | -------- | ----------- |
| 1986. április 30. | Népstadion, Budapest | döntő           | Mákvölgyi Bányász (Borsod megye)–Peremartoni SC | Roxin György/Puhl Sándor | 0 – 0    | 1000        |

## Külső hivatkozások
- Makó István. szabadfold.hu. [2016. január 13-i dátummal az eredetiből archiválva]. (Hozzáférés: 2013. június 12.)
- Makó István. szabadfold.hu. [2014. július 17-i dátummal az eredetiből archiválva]. (Hozzáférés: 2013. június 12.)
- Makó István. szabadfold.hu. [2014. július 14-i dátummal az eredetiből archiválva]. (Hozzáférés: 2013. június 12.)

| Elődje: Huták Antal | Szabad Föld-kupa döntő 1985–1986 | Utódja: Eőry Zoltán |